# Ахмедов, Джахонгир
Джахонгир Ахмедов (узб. Jahongir Ahmedov, Жахонгир Ахмедов; род. 4 февраля 1983, Ташкент, СССР) — узбекский кинорежиссёр, сценарист. Заслуженный деятель культуры Республики Узбекистан.

## Биография
Ахмедов Джахонгир Адилходжевич родился 4 февраля 1983 года в Ташкентской области. Окончил 25-ю среднюю школу.С 2002 по 2008 годы учился в Узбекском государственном институте искусств и культуры со степенью бакалавра и магистра режиссуры.Доцент Государственный институт искусств Узбекистана.
Ахмедов начал карьеру в большом кино в 2009 году со съемок романтической комедии «Женитьба» (Uylanish). Он сам поставил и написал сценарий, что стало его первым шагом в кино, но фильм был очень хорошо принят киноманами. Джахонгир Ахмедов не остановился на достигнутом В 2010 «Удача» (Omad) и в том же году «C ночи до рассвета» (Yundan tongacha) 2012 г. «Да отсохнет язык» (Tilim qursin) В 2016 году «Мажнун».
Ахмедов 2018 году один из министров Хорезма, историческая личность, получил исторический фильм Ислам-ходжа. Фильм Исламходжажи получил положительные отзывы кинематографистов. Фильм Исламходжи был показан не только в Узбекистане, но и в других странах.
2020 году он снял драматический фильм «Илхак», в котором рассказывается о Второй мировой войне. Ахмедов был режиссёром и сценаристом «Илхак». Фильм был показан на телеканалах, а не в кинотеатрах, так как в 2020 году он был закрыт на карантин по всему миру. Критики высоко оценили фильм «Илхак». Илхак выиграл несколько фестивалей. В частности, он был признан лучшим фильмом на фестивале Листопад в Беларуси. В Узбекистане лауреат премии «Золотой Хумо» за лучший фильм. Кроме того, Джахонгир Ахмедов был удостоен звания Заслуженного работника культуры Узбекистана Президентом Узбекистана Шавкатом Мирзиёевым.
За свою карьеру Джахонгир Ахмедов снял 16 художественных фильмов в качестве режиссёра и более 30 художественных фильмов в качестве сценариста.
- 2018 — г Член правления Творческого союза кинематографистов Узбекистана.

- 2019 — г Член художественного совета Агентства кинематографии Узбекистана.

- 2020 — г Член правления Палаты авторских прав художников и исполнителей Узбекистана.

### Образование
- 25- Средняя школа в Ташкенте
- С 2002 по 2006 год учился в Ташкентского государственного института искусств имени Маннона Уйгура.
- 2006—2008 год учился в Окончил Узбекский государственный институт искусств и культуры со степенью магистра.

## Фильмография
Ниже в хронологическом порядке-упорядоченный список фильмов в которых Джахонгир Ахмедов появился.

### Фильмография
| 2009 | Женитьба                   | Uylanish                     | режиссёр, сценарист |
| 2010 | Удача                      | Omad                         | режиссёр, сценарист |
| 2010 | C ночи до рассвета         | Tundan tonggacha             | режиссёр, сценарист |
| 2011 | БЕРИТЕ, СВАТ — ДАЙТЕ, СВАТ | Oling Quda Bering Quda       | режиссёр, сценарист |
| 2011 | Черноглазка                | Qorako’z                     | режиссёр, сценарист |
| 2012 | Последний звонок           | Sungi qo’ng’iroq             | режиссёр, сценарист |
| 2012 | Вне зоны обслуживания      | Xizmat doirasidan tashqarida | режиссёр, сценарист |
| 2012 | C ночи до рассвета         | Tundan tonggacha 2           | режиссёр, сценарист |
| 2013 | Ана холос                  | Ana xolos                    | режиссёр, сценарист |
| 2015 | Да отсохнет язык           | Tilim qursin                 | режиссёр, сценарист |
| 2014 | Бахт ортидан               | Baxt ortidan                 | режиссёр, сценарист |
| 2014 | Пусть моя мама не знает    | Onam bilmasin                | режиссёр, сценарист |
| 2015 | Чтобы отец не узнал        | Dadam bilmasin               | режиссёр, сценарист |
| 2015 | Да отсохнет язык 2         | Tilim qursin 2               | режиссёр, сценарист |
| 2016 | Мажнун                     | Majnun                       | режиссёр, сценарист |
| 2017 | Медовый месяц              | Asal oyi                     | режиссёр, сценарист |
| 2018 | Ислам-ходжа                | Islomxo’ja                   | режиссёр, сценарист |
| 2020 | Илхак                      | Ilhaq                        | режиссёр, сценарист |

## Награды
- Победитель в номинации «Лучший режиссёр M & TVA»(2011 г.)[15]
- Заслуженный деятель культуры Республики Узбекистан (2020 г.)[1]
- Обладатель Гран-при Международного кинофестиваля «Листопад» (за фильм «Ильхак») (2021 г.)[16]
- Победитель в номинации «Лучший фильм» Национального кинофестиваля « Золотой Хумо» (2021 г.)[17]